# دیاموند لیک (مینیاپولیس)
دیاموند لیک (به انگلیسی: Diamond Lake) یک منطقهٔ مسکونی در ایالات متحده آمریکا است که در مینیاپولیس واقع شده‌است. دیاموند لیک ۵٬۴۸۰ نفر جمعیت دارد.